# Uhlorchestia uhleri
Uhlorchestia uhleri är en kräftdjursart som först beskrevs av Robert Alan Shoemaker 1930.  Uhlorchestia uhleri ingår i släktet Uhlorchestia och familjen tångloppor. Inga underarter finns listade i Catalogue of Life.